# Hypocacculus tigris
Hypocacculus tigris är en skalbaggsart som först beskrevs av Sylvain Auguste de Marseul 1862.  Hypocacculus tigris ingår i släktet Hypocacculus och familjen stumpbaggar.

## Underarter
Arten delas in i följande underarter:
- H. t. tigris
- H. t. araxis